# Kwini
De kwini (Mangifera odorata) is een plant uit de pruikenboomfamilie (Anacardiaceae). Het is een hybride van de mango (Mangifera indica) en de stinkende mango (Mangifera foetida). De kwini is een groenblijvende, tot 30 m hoge boom.
De bladeren zijn donkergroen, ovaal tot lancetvormig, toegespitst, aan de basis afgerond en 12-35 × 4-10 cm groot. De bloeiwijzen zijn eindstandig, piramidevormig en 15-30 cm lang. De bloemen zijn circa 6 mm breed, geurend en bestaan uit 5-6 mm lange kelk- en kroonbladeren, een stamper en vijf of zes meeldraden, waarvan er slechts één vruchtbaar is.
De steenvrucht is ovaal, stomp getuit en 10-13 × 6-10 cm groot. De 2 mm dikke schil is mat-groen tot geelachtig groen en bezet met roodbruine stipjes. De schil bevat een sap, dat irriterend is voor de slijmvliezen. Dit sap vormt aan de oppervlakte van onbeschadigde vruchten kleverige, bruinachtige vlekken. Het sappige vruchtvlees is zeer zacht, vezelig en zwavelgeel tot oranjegeel van kleur. Het ruikt onaangenaam naar terpentijn en smaakt zoet-aromatisch en licht harsig. De vrucht bevat een tot 10 × 5 × 3 cm grote steen.
De kwini wordt als handfruit gegeten en in salades verwerkt. Er moet vanwege het melksap van de schil, opgelet worden met het schillen van de vrucht. Jonge, onrijpe vruchten worden toegevoegd aan curry's of zoetzuur ingelegd.
De kwini is afkomstig uit Oost- en Zuidoost-Azië, waar de vruchten veel op markten wordt verkocht. De plant wordt gekweekt tot op 1000 m hoogte.

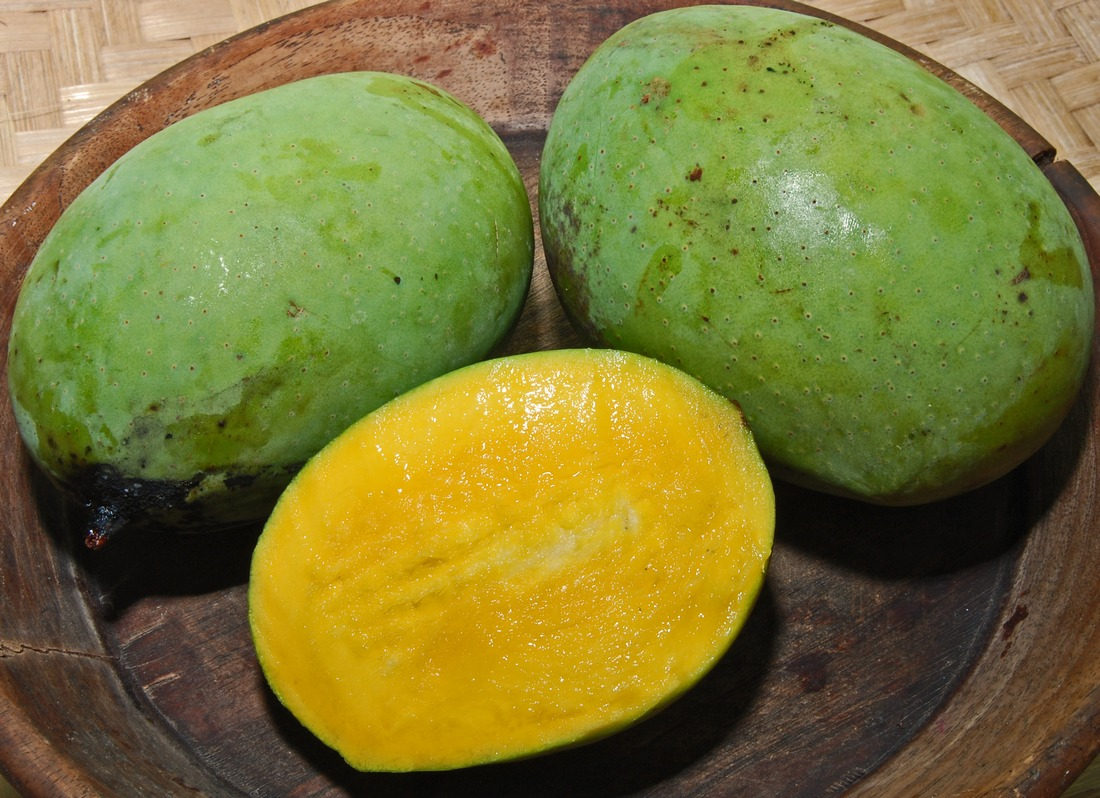
Vruchten

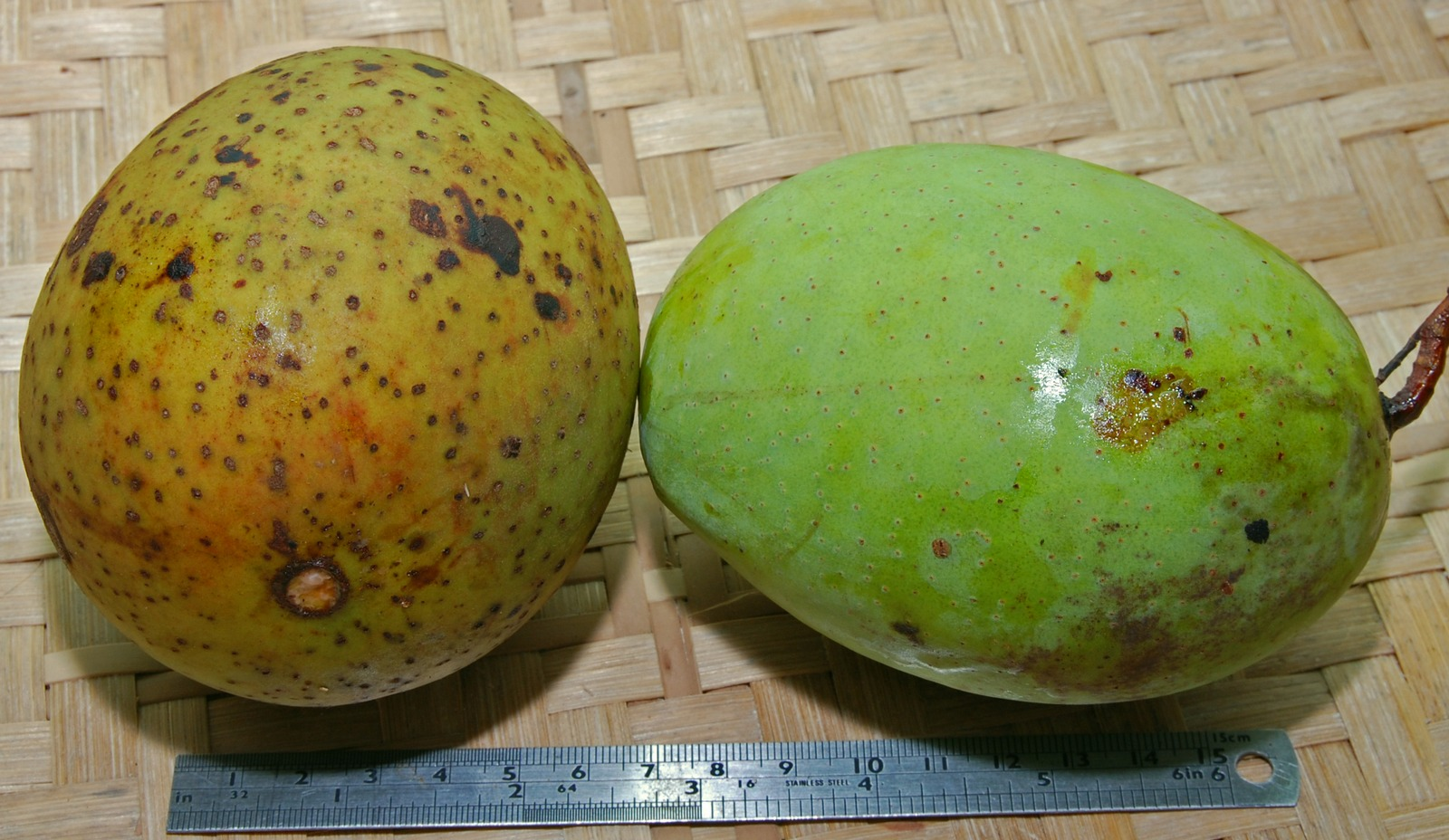
Stinkende mango (links) en kwini